# László Kalmár (mathématicien)
Pour les articles homonymes, voir László Kalmár.
László Kalmár (né le 27 mars 1905 à Edde et mort le 2 août 1976 à Mátraháza (en) en Hongrie) est un informaticien et logicien mathématicien hongrois.

## Biographie
Kalmár étudie à partir de 1922 à l'université de Budapest, notamment auprès de   József Kürschák et de Lipót Fejér. Il soutient une thèse de doctorat en 1926 dirigée par Fejér. Il séjourne en 1929 à l'université de Göttingen où il commence à s'intéresser à la logique mathématique. Il travaille ensuite à l'université de Szeged, où il est assistant de  Frigyes Riesz et de Alfréd Haar. En 1947, il y obtient un poste de professeur titulaire en mathématiques. Il y fonde un laboratoire de cybernétique et travaille en logique mathématique et informatique. Son nombre d'Erdős est 2.

## Prix et distinctions
Kalmar est considéré comme le principal spécialiste hongrois en logique mathématique après la guerre, et pionnier de informatique théorique en Hongrie.
- 1949 : Membre de l'Académie hongroise des sciences
- 1950 : Prix Kossuth
- 1970 : Médaille Tibor-Szele
- 1975 : Prix d'État hongrois
- 1996 : Computer Pioneer Award, « For recognition as the developer of a 1956 logical machine and the design of the MIR computer in Hungary »[2].